# Ellicottville (New York, város)
Ellicottville város az USA New York államában, Cattaraugus megyében. Lakosainak száma 1315 fő (2020. április 1.).

## Története
Ellicottville városát 1820-ban alapították Franklinville városából (akkoriban Ischua néven). A város elvesztette területének egy részét, amikor 1824-ben megalakult Ashford városa. 1858-ban a település egy kis részét átadták, hogy segítsék East Otto városának megalakulását.
Ellicottville korábban Cattaraugus megyeszékhelye volt. A megyeszékhely 1868 májusában Little Valley-be költözött.

## Népesség
A település népességének változása:

| 2010 | 1 598 |
| 2020 | 1 315 |